# 英國廣播公司電視部

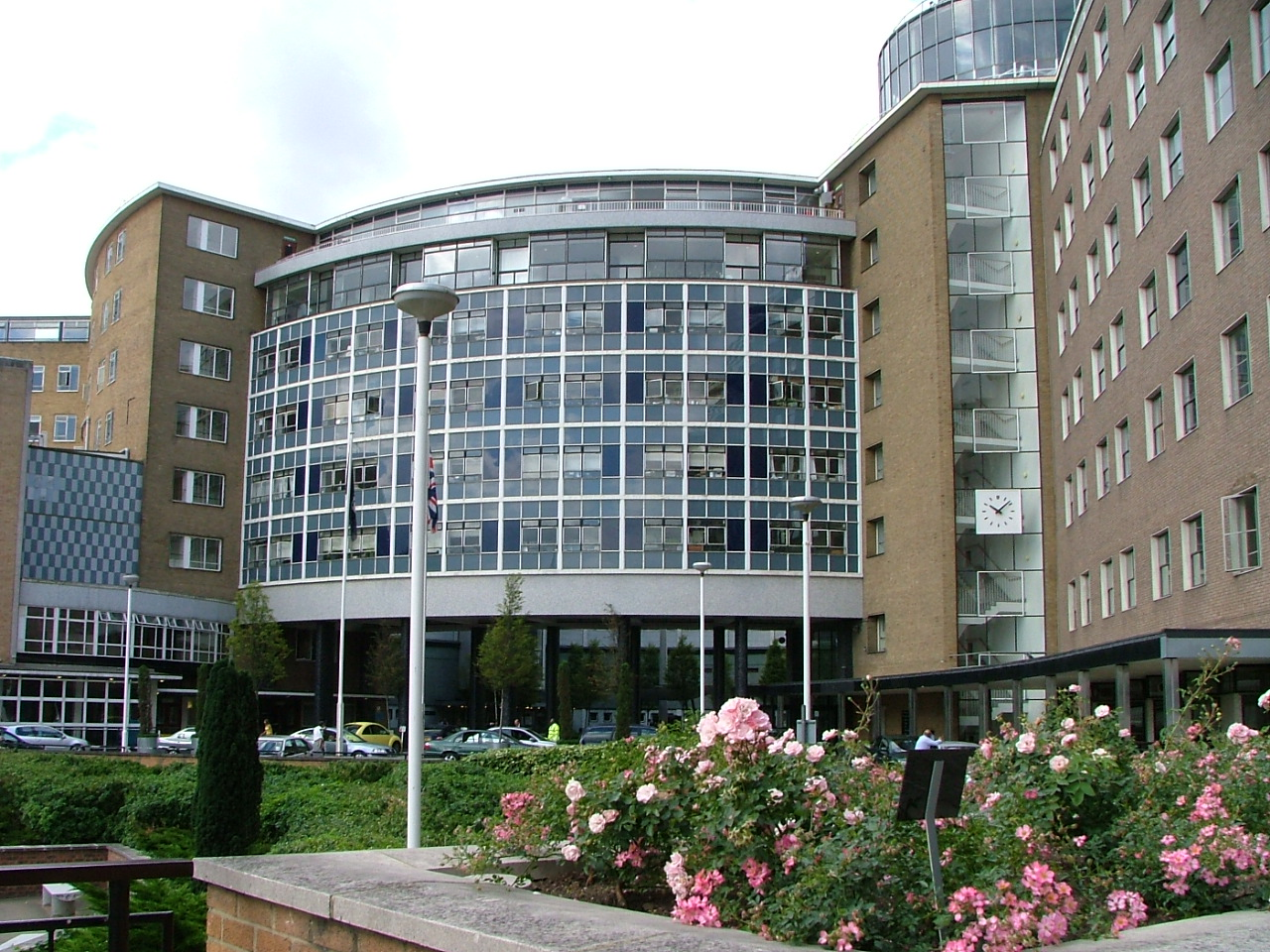
BBC電視中心

英國廣播公司電視（英語：BBC Television）是英國廣播公司（BBC）的電視部門。BBC自1932年從自己的工作室製作電視節目，1936年11月2日開始固定播放電視節目，即今日的BBC一台，為全世界第一間電視台。BBC在英國國內的電視頻道並不播出商業廣告。2013年，BBC佔據英國電視市場30%以上的收視份額。

## 外部連結
- 在BBC Online了解BBC TV